# Drosanthemum lignosum
Drosanthemum lignosum är en isörtsväxtart som beskrevs av L. Bol. Drosanthemum lignosum ingår i släktet Drosanthemum och familjen isörtsväxter. Inga underarter finns listade i Catalogue of Life.